# یانیک آگومون
یانیک آگومون (انگلیسی: Yannick Aguemon؛ زادهٔ ۱۱ فوریهٔ ۱۹۹۲) بازیکن فوتبال اهل فرانسه است.
از باشگاه‌هایی که در آن بازی کرده‌است می‌توان به باشگاه فوتبال ونس، باشگاه فوتبال استراسبورگ، و باشگاه فوتبال تولوز اشاره کرد.
وی همچنین در تیم‌های ملی فوتبال زیر ۲۰ سال فرانسه و بنین بازی کرده‌است.